# Pistola Howdah
La Howdah era una pistola de gran calibre, frecuentemente con dos o cuatro cañones, empleada en la India y África desde inicios del siglo XIX hasta inicios del siglo XX durante el período del Imperio británico. Usualmente era destinada para la defensa contra tigres, leones y otros animales peligrosos que podían encontrarse en áreas remotas. Posteriormente los modelos de retrocarga con múltiples cañones fueron preferidos ante los revólveres contemporáneos, debido a su alta velocidad y recarga más rápida.

## Historia y desarrollo

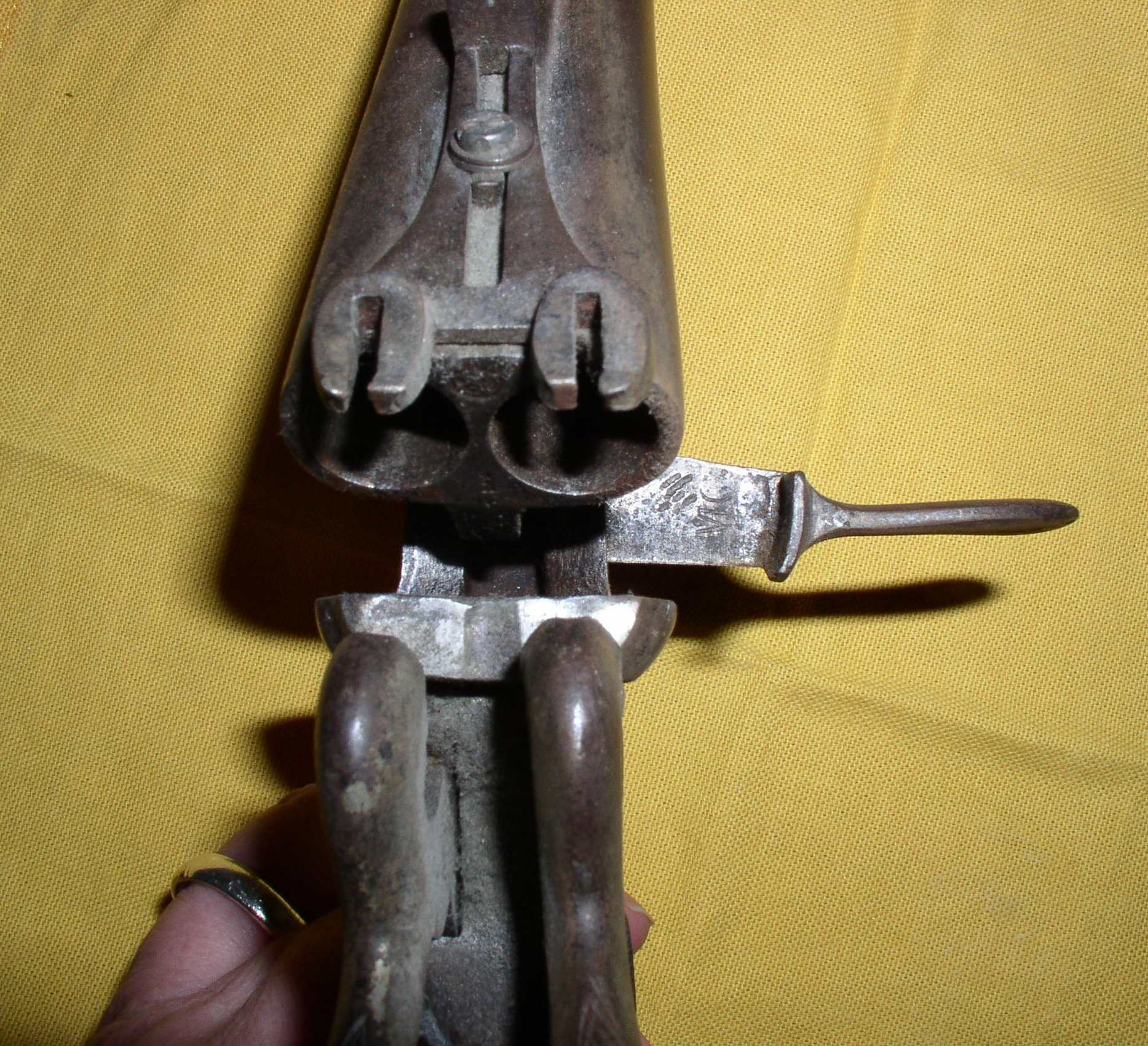
Acercamiento de las recámaras de la misma pistola, abiertas para su recarga. Esta arma fue hecha bajo pedido para un tirador zurdo.

El término "pistola Howdah" proviene del howdah, una gran plataforma que iba sobre el lomo de un elefante. Los cazadores, especialmente en el Raj británico, empleaban los howdah como plataformas para cazar y necesitaban armas auxiliares de gran calibre para protegerse a corta distancia de ataques de animales. La práctica de cazar desde el howdah montado sobre el lomo de un elefante, inicialmente se popularizó a través de la Compañía Anglo-India de las Indias Orientales durante la década de 1790. Las primeras pistolas Howdah eran modelos con llave de chispa y solamente unos 60 años después aparecerían modelos con llave de percusión que tenían uno o dos cañones. Para la década de 1890 e inicios de la década de 1900, las pistolas Howdah que disparaban cartuchos y tenían cañones con ánima estriada eran estándar.
Las primeras pistolas Howdah de retrocarga eran poco menos que fusiles recortados, que usualmente disparaban los cartuchos .577 Snider o .577/450 Martini-Henry. Esto era una ventaja, ya que el cazador podía emplear el mismo cartucho en el fusil y en la pistola, además de su gran potencia. Más tarde los armeros ingleses produjeron pistolas Howdah bajo pedido, tanto para cartuchos de fusil como para cartuchos de revólver como el .455 Webley y el .476 Enfield. En consecuencia, el término "pistola Howdah" es frecuentemente aplicado a varias pistolas inglesas de cañón múltiple, inclusive la pistola Lancaster (disponible en calibres que iban desde 9 mm a 14,5 mm) y diversos revólveres de 14,5 mm producidos en Inglaterra y Europa a fines del siglo XIX. Una pistola Howdah de retrocarga tiene una velocidad de boca más alta que un revólver del mismo calibre, porque no padece la fuga de gases entre el tambor y el cañón del revólver.

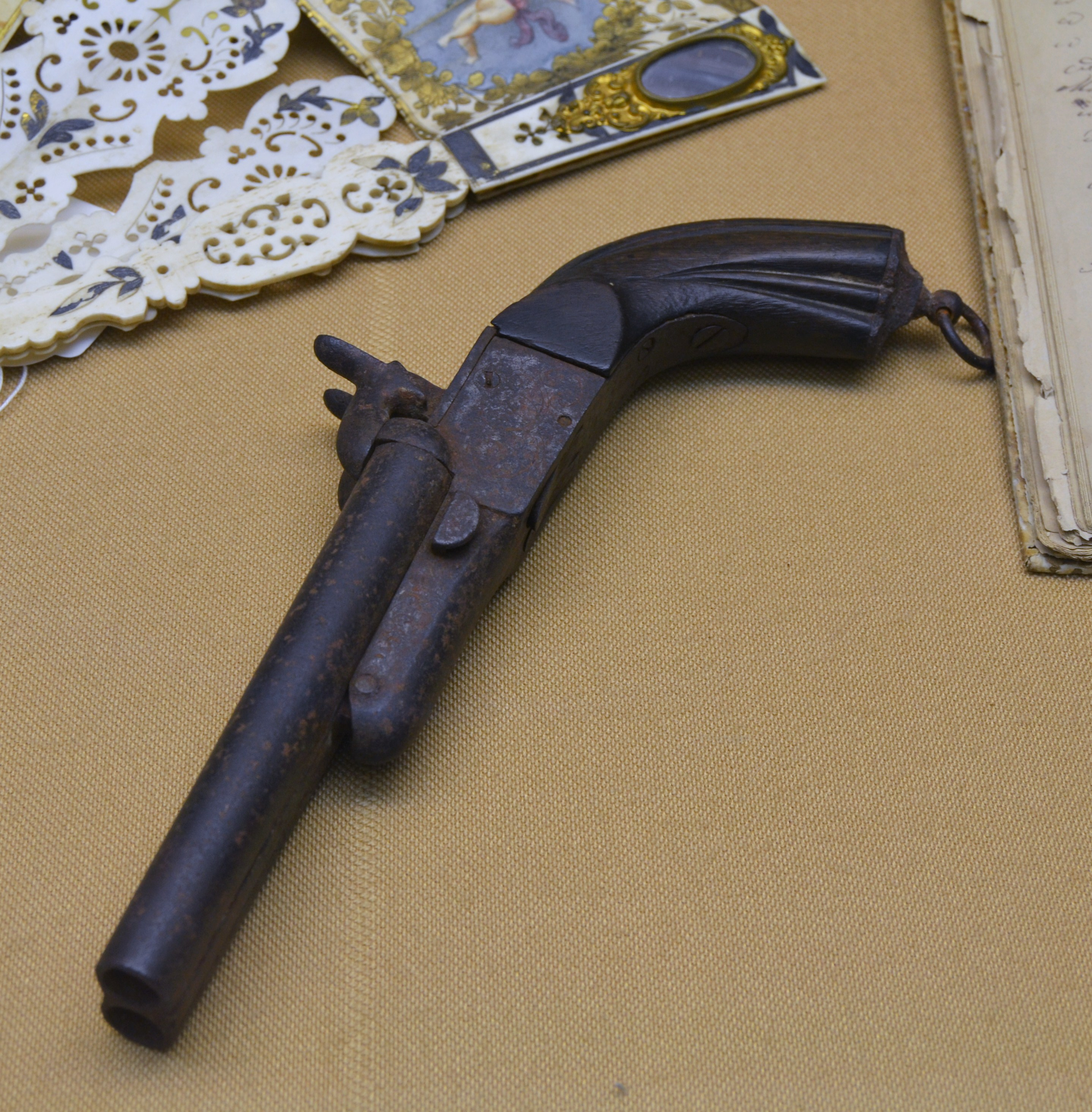
Pistola Howdah de dos cañones.

A pesar de que las pistolas Howdah fueron originalmente destinadas para la defensa contra animales peligrosos en África y la India, más tarde los oficiales británicos las portaban para su autodefensa e incluso las empleaban en combate. A fines del siglo XIX, los revólveres con cañón basculante y menores calibres, tales como el Webley, ya estaban ampliamente difundidos y eliminaron la mayor parte del mercado tradicional para las pistolas Howdah.
La empresa armera italiana Pedersoli produce réplicas de calibre 14,5 mm y 12,7 mm, así como para cartuchos del 20.